# Владычный двор

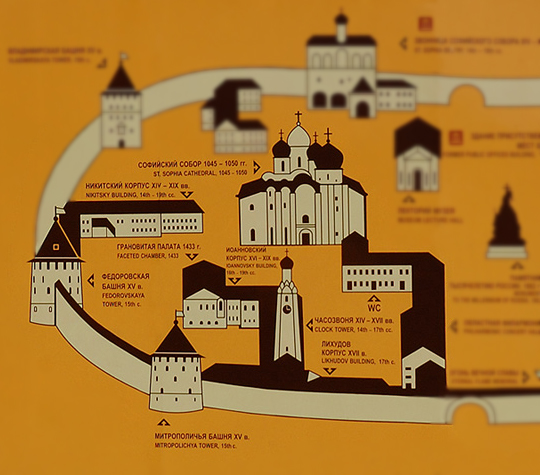
Владычный двор. Фрагмент плана Детинца

Влады́чный двор — самая древняя часть новгородского кремля. Именно отсюда, по мнению В. Л. Янина и Э. А. Гордиенко, начиналась городская крепость — Детинец.

## Расположение
Владычный двор расположен в северо-западной части Новгородского кремля.

## История

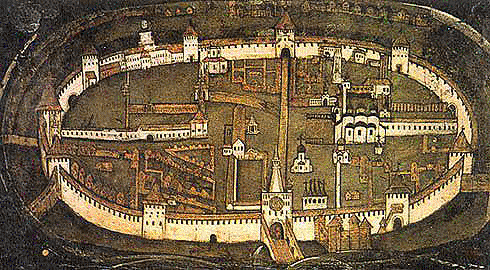
Фрагмент Михайловской иконы «Знамения Божией Матери», конца XVII века с изображённым на ней Новгородским детинцем

### Начало строительства
Первый епископ, Иоаким Корсунянин (989—1030 гг.), с именем которого связано установление христианства в Новгороде в конце X века, занял для своего двора небольшой остров. Границы островка определялись двумя рукавами притока Волхова. Один рукав огибал остров с северной стороны. При раскопках М.X. Алешковского 1957 и 1959 гг. северо-западнее Владимирской башни был зафиксирован «естественный обрыв», вероятно, склон русла этого ручья. Другой рукав протекал с юго-запада от Златоустовской башни на северо-восток к Владимирской башне. Его северный склон был обнаружен раскопками 1970 года Г. М. Штендера и Б. Д. Ершевского у южной оконечности Никитского корпуса.
Эта небольшая, естественно защищённая территория, должна была соответствовать требованиям укреплённого Владычного двора. От городского населения кроме водных преград его отгораживали крепостные стены. Их конструкции были обнаружены с севера от Никитского корпуса.
На долю Иоакима выпали самые суровые годы становления новой религии, внедрения её в языческие племена, враждебные абстрактным символам христианского единобожия.

### Строительство Софийского собора

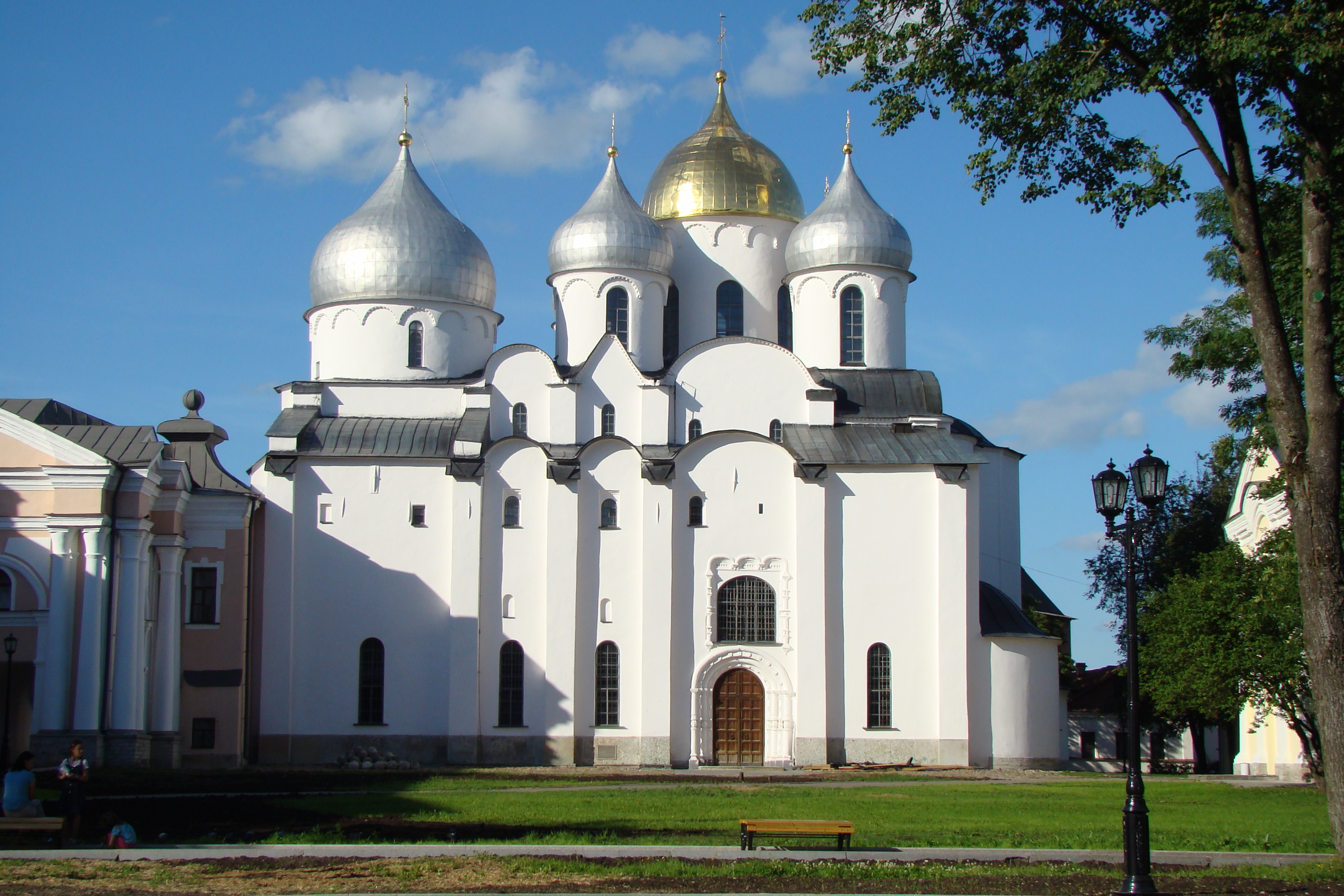
Софийский собор (1045—1050 гг.)

Вскоре после смерти Иоакима понадобился такой грандиозный храм, каким стал каменный Софийский собор. С его строительством разрушили старую церковь Иоакима и Анны, использовав её резные камни в качестве вторичного материала для кладки стен нового храма. Каменный, грандиозный по масштабам, храм заложили в непосредственной близости от Владычного двора, для чего понадобилось осушить русло ручья. На его кромку пришлась северная стена Софийского собора, частые обрушения которой были, по-видимому, следствием этого непродуманного в конструктивном отношении шага.
Епископ Лука Жидята (1036—1061) не занимался непосредственно устройством собственного двора. Все силы и средства уходили на сооружение Софийского собора, вокруг которого естественно расширялась и территория Владычного двора. Все эти работы осуществлялись при князе Владимире Ярославиче с 1044 по 1050 гг.
Многие столетия Владычный двор оставался крепостью в крепости, государством в государстве, явно или скрытно противостоявшим княжескому дому. Включая в свою территорию Софийский собор, символ самостоятельности Новгорода, Архиерейский дом и сам осознавал себя олицетворением высшей власти, защищённой покровительством Богоматери и Софии Премудрости Божией.

### Грановитая (Владычная) палата
На территории Владычного двора Новгородского детинца обнаружили варган XIV века.

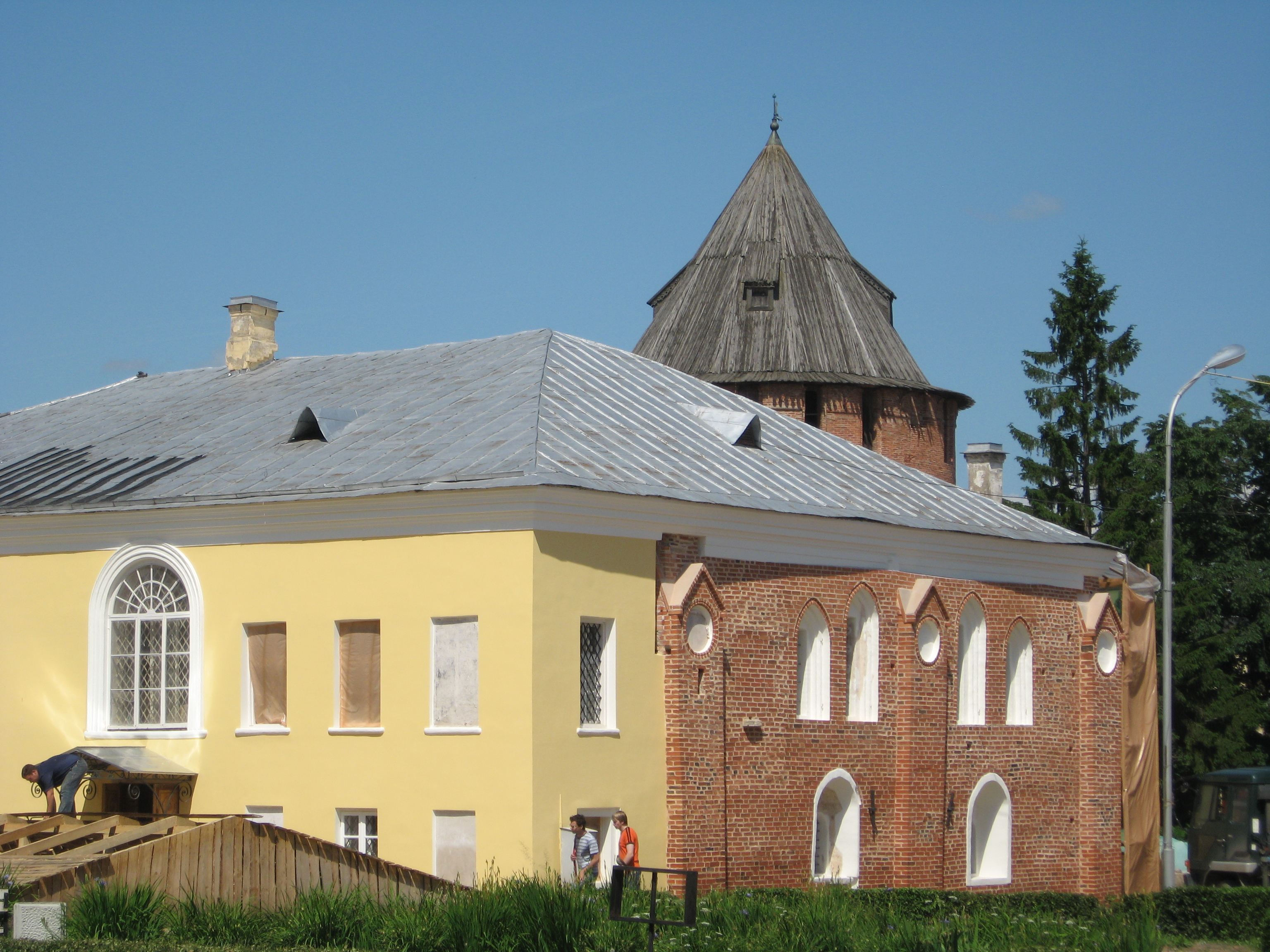
Фасады Владычной палаты в ходе реставрационных работ. Июль 2009 года.

Почти каждый владыка что-нибудь строил на своем дворе. Они разрушали прежние сооружения, изменяли их облик, надстраивали, окружали дополнительными конструкциями. Чаще всего возобновления совершались на старой основе, и прежние здания, расширенные и благоустроенные, продолжали выполнять свои функции.
Самое грандиозное строительство на территории Владычного двора проводилось при Евфимии II, бывшем новгородским архиепископом с 1429 по 1458 гг. Большую часть нынешней территории двора занимает сложный комплекс разновременных и разнохарактерных построек, основание которых заложил в XV веке Евфимий. Этот энергичный и деятельный глава новгородской церкви был ярым противником присоединению Новгорода к Москве.

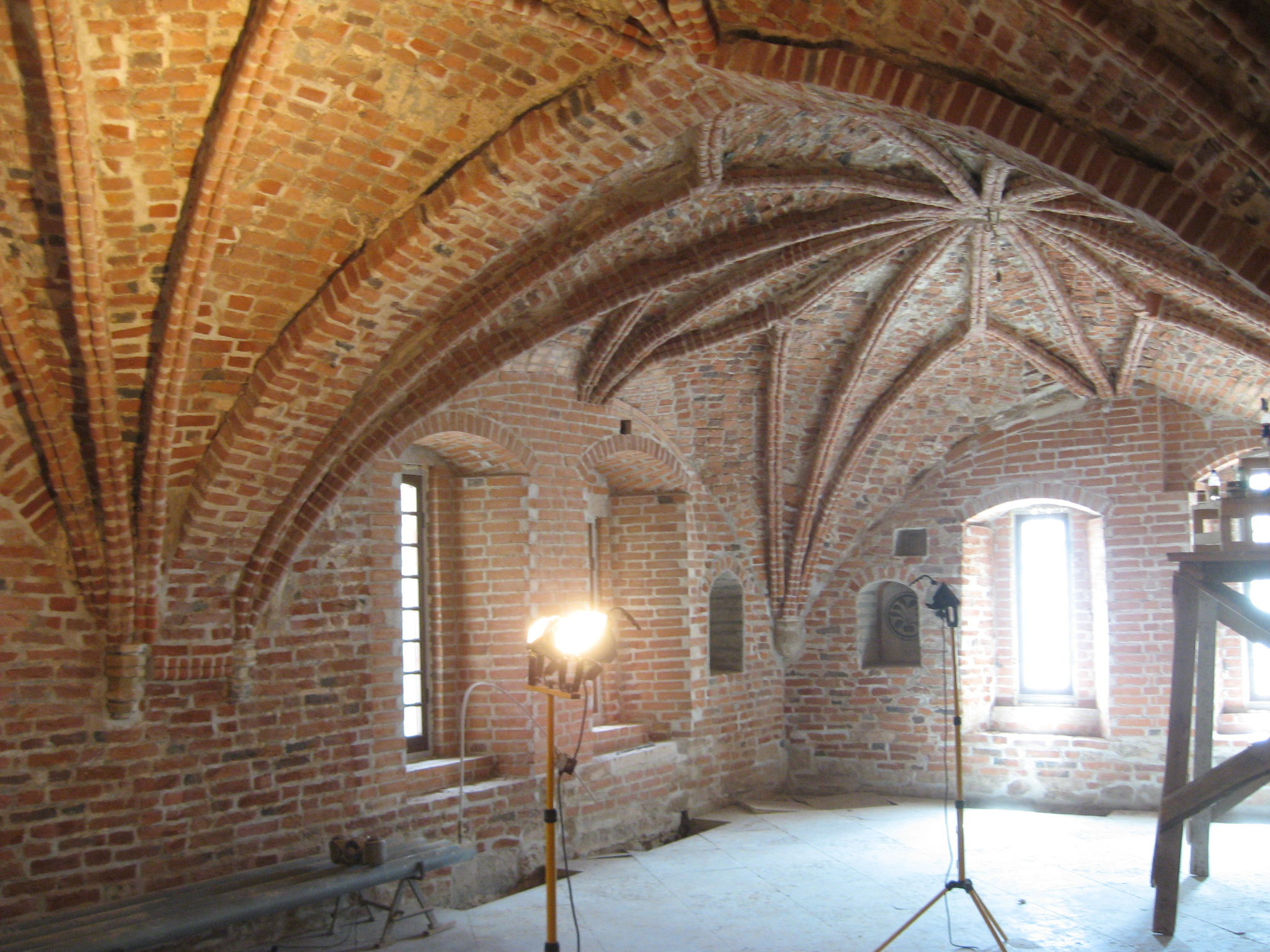
Главный зал Владычной палаты

Согласно летописи, в 1433 году он поставил «полату в дворе у себе, а дверий у ней 30: а мастера делале немечкыи, из Заморья, с новгородскыми мастеры». Грановитая (Владычная) палата — это единственный в России памятник гражданской архитектуры, выполненный в готическом стиле. Парадный зал на втором этаже, давший название всему сооружению, сохранился до нашего времени почти без изменений. В палате происходили торжественные приёмы, здесь же заседал боярский Совет господ. Согласно летописи, по приказу архиепископа в 1436 году на парадном фасаде Грановитой палаты были установлены часы, которые регулярно отбивали время.

### Часозвони и Архиепископский дворец

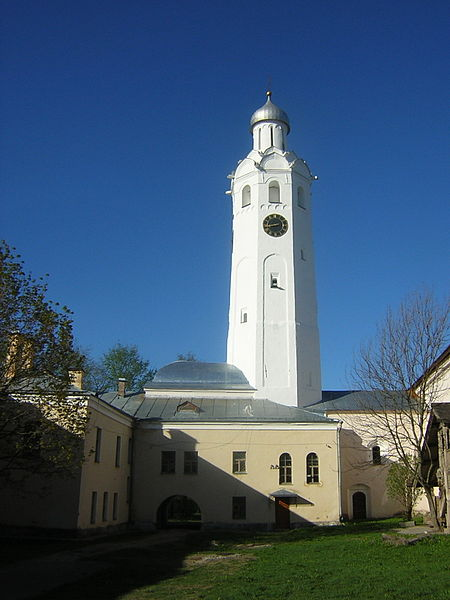
Часозвоня. Вид с северной стороны

Под 1450 годом летопись Авраамки сообщает: «Почалъ владыка Еуфимий Детинець покрипливати, и поставилъ на городе часозвонъ». «Часозвоня» Евфимия — восьмигранный столп, расширяющийся книзу, с пролётами вверху, выстроенный в качестве дозорной башни («сторожни») Владычного двора и позднее, на который были перенесены часы с Грановитой палаты. Башня рухнула в XVII веке и её заменила ныне действующая часозвоня. Летописное известие, скорее всего, относится к перестройке каменных укреплений, возведённых вокруг древнейшей крепости — Владычного двора. Г. М. Штендер считал, что Владычный двор ещё до конца XV в. имел каменные крепостные стены и башни. По его мнению, две круглые кремлёвские башни — Митрополичья и Фёдоровская, сильно отличающиеся от других башен Детинца, — задуманы и сооружены Евфимием как составная часть Архиепископского дворца.
Дворец был построен епископом Евфимием в 1430-х годах и тянулся вдоль всей стены Детинца от Никитского корпуса за Митрополичью башню. До наших дней дворец не сохранился, и представление о нём складывается только на основании археологических раскопок. За Митрополичьей башней здание дворца кончалось. Сейчас его нижний этаж находится в составе сохранившегося здания XVII века, в котором раньше помещались Судный и Духовный приказы новгородских митрополитов.
С юга это здание примыкает к так называемому Лихудову корпусу. Он построен в XV веке и перестроен в начале XVIII века для славяно-греческой школы, открывшейся в 1706 году. В школе этой преподавали братья Иоанникий и Софроний Лихуды, которые и были основателями Московской славяно-греко-латинской академии.

### Никитский корпус
Гражданское здание, расположенное на территории Новгородского Кремля, известное в XIX—XX вв. как Никитский корпус, имеет сложную историю, тесно связанную с историей всей епископской резиденции — Владычного двора. Наименование Никитского корпуса предполагает отнесение хотя бы какой-то его части ко временам епископа Никиты, то есть к началу XII века. Однако, никаких следов Никитских палат XII века и ранних их упоминаний нет, если не считать остатков кладки XII века, найденных Г. М. Штендером у западной трети северной стены Софийского собора в северо-западном направлении, о которых, однако, нельзя с уверенностью сказать остатки ли это контрфорсов собора или, может быть, древнего здания, примыкавшего к западной стене собора — древнего Никитского корпуса. Возможно, что до 1350 года здание Никитских палат было единственным гражданским сооружением на территории Владычного двора.
Кроме того, на территории Владычного двора сохранилась надвратная церковь Сергия Радонежского. Она была построена в 1463 году при архиепископе Ионе, который был сторонником присоединения Великого Новгорода к Московскому княжеству. Именно поэтому он и назвал церковь именем московского святого. Внутри неё сохранилось несколько фресок XV века на тему жития Сергия Радонежского.

### Митрополичьи покои и Епархиальный дом
Последняя, по времени, постройка Владычного двора — здание Митрополичьих покоев. Построено в первой трети XVIII века. Каменное здание начиналось от Воскресенских ворот Кремля и, повторяя конфигурацию прежней деревянной стены, продолжалось до Софийского собора. В 1775—1780 гг., при митрополите Гаврииле, корпус капитально перестраивается в формах раннего классицизма. В 1911—1912 гг. при митрополите Арсении западная одноэтажная часть здания разобрана и на её месте сооружён огромный трёхэтажный Епархиальный дом. Здание Митрополичьих покоев по своему прямому назначению использовалось эпизодически, поскольку митрополиты большую часть времени проводили в Санкт-Петербурге и Москве. Здание также предназначалось для проживания знаменитых особ: здесь останавливались великая княгиня Екатерина Павловна, княгиня Александра Фёдоровна, императоры Александр I, Николай I и др.